# Щекавицкая улица (Киев)
Щекави́цкая у́лица (укр. Щекави́цька ву́лиця) — улица в Подольском районе города Киева, местность Подол (Плоское). Пролегает от Ярославского переулка до Набережно-Крещатицкой улицы.
Примыкают улицы Кирилловская, Константиновская, Межигорская, Волошская и Почайнинская.

## История
Улица образовалась в середине XIX столетия во время перепланирования местности Плоское. В 1834 году впервые упоминается распланированная, но ещё не застроенная улица Ще́кова. В 1846 году улица уже существует под современным названием — от горы Щекавица, возле которой она начинается.

## Застройка
По городскому расписанию Щекавицкая улица принадлежала частично ко 2-му, частично к 4-му разряду. В 1914 году переведена в 1-й разряд. Историческую застройку составили как капитальные доходные, промышленные и общественные сооружения (в частности, синагога), так и скромные мещанские усадьбы. Застройка конца XIX — начала XX столетия сохранилась частично в начале и в конце улицы (дома № 3/9, 8, 34, 44). Современная жилая застройка представлена преимущественно «сталинками» и зданиями 1980-х—2000-х годов.
Памятником архитектуры является церковь святого Дмитрия Ростовского, которая входила в состав храмового комплекса святых Константина и Елены, разрушенного в 1930-е годы. Здание № 6/8, на пересечении с улицей Кирилловской — это остатки колокольни храмового комплекса, в нижнем ярусе которой существовала церковь святого Дмитрия, и так называемого Тёплого храма. В 1930-х годах верхние ярусы колокольни разобрали, а в нижнем обустроили спортзал для школы № 17. Колокольня была сооружена в 1756—1758 годах архитектором И. Г. Григоровичем-Барским, Тёплый храм возведён в 1863—1865 годах по проекту архитектора П. И. Спарро.
Ещё одним памятником сакральной архитектуры является здание синагоги (№ 29), которая возведена в 1895 году по проекту архитектора Николая Горденина и реконструирована в 1915 году Владимиром Гинзбургом. С архитектурной точки зрения здание объединяло в себе черты модерна и имелританского стиля. В 1929 году синагога была закрыта и снова открыта в 1945 году. Около пятидесяти лет это была единственная действующая синагога в Киеве. В 2002 году проведена очередная реставрация и реконструкция синагоги.

## Учреждения
- Большая хоральная синагога (дом № 29)
- Хлебокомбинат № 2 (дом № 55)